# Joan Lladó Bausili
Joan Lladó i Bausili (Igualada, 1918 - Barcelona, 1956), també conegut com a Juan Lladó, fou un director de cinema i, sobretot, guionista català. Va dirigir també obres de teatre i musicals.

## Carrera professional
Joan Lladò començà la seva activitat professional com a redactor de llibrets per a revistes musicals. La seva activitat dins del món del cinema la va dur a terme dins d'IFI, la productora d'Ignacio F. Iquino (Ignasi Ferrés i Iquino), dins de la qual es va iniciar com a ajudant de direcció i guionista l'any 1947. Per Iquino dirigí el seu departament de guions i, gràcies a la seva productora, en realitzà nombrosos, entre els quals es troben Noche de cielo, Canción mortal, Aquel viejo molino i El tambor del Bruch, entre d'altres. La seva carrera com a director va durar molt poc temps a causa de la seva prematura mort. La seva pel·lícula més coneguda és El difunto es un vivo, amb els actors Paco Martínez Soria, Mary Santpere i José Sazatornil (la pel·lícula és un "remake" de la pel·lícula homònima de 1941 d'Ignacio F. Iquino).
Va desenvolupar també una important activitat com a autor de lletres de cançons, moltes de les quals no han quedat enregistrades al seu nom perquè en va vendre els drets. Va traduir al castellà la novel·la de Graham Greene Brighton Rock, amb el títol en castellà Brighton, parque de atracciones.
Era germà del fotògraf avantguardista (i codirector de la pel·lícula El campeón) Josep Maria Lladó Bausili, i tio de l'arquitecte, escriptor i activista Carles Lladó i Badia.

## Filmografia[4]

### Pel·lícules com a guionista
- 1946: Aquel viejo molino
- 1946: Borrasca de celos
- 1947: El ángel gris
- 1947: Noche sin cielo
- 1947: Sinfonía del hogar
- 1948: Canción mortal
- 1948: El tambor del Bruch
- 1948: La casa de las sonrisas
- 1949: En un rincón de España
- 1950: Brigada criminal
- 1950: La familia Vila
- 1952: Almas en peligro
- 1952: Persecución en Madrid
- 1953: Fantasía española
- 1953: Fuego en la sangre
- 1953: La danza del corazón
- 1953: La hija del mar
- 1954: Los gamberros
- 1955: El ceniciento
- 1955: El golfo que vio una estrella
- 1956: El difunto es un vivo
- 1961: Siempre es domingo
- 1970: Investigación criminal

### Pel·lícules com a director
- 1954: Los gamberros
- 1954: La canción del penal
- 1955: El ceniciento
- 1956: El difunto es un vivo